# Guben
Guben (baix sòrab: Gubin) és una ciutat alemanya que pertany a l'estat de Brandenburg. Es troba a la Baixa Lusàcia, al costat de la frontera amb Polònia. Al costat de Frankfurt (Oder) i Görlitz, Guben és una ciutat dividida en la línia fronterera entre Alemanya i Polònia (línia Oder-Neisse) acordada a la Conferència de Potsdam del 1945. La seva població original va ser expulsada.

## Nuclis habitats
| Viles           | Població (Set. 2007) |
| --------------- | -------------------- |
| Altstadt - Ost  | 1.571                |
| Altstadt - West | 5.149                |
| Altsprucke      | 2.031                |
| Reichenbach     | 720                  |
| WK I            | 1.811                |
| WK II           | 3.390                |
| WK IV           | 3.448                |
| total           | 18.120               |

| Nuclis       | Població (Set. 2007) |
| ------------ | -------------------- |
| Bresinchen   | 142                  |
| Groß Breesen | 955                  |
| Deulowitz    | 307                  |
| Kaltenborn   | 461                  |
| Schlagsdorf  | 237                  |
| Total        | 2.102                |

## Població
| Any  | Població |
| ---- | -------- |
| 1600 | 4.000    |
| 1800 | 5.200    |
| 1844 | 10.031   |
| 1875 | 23.704   |
| 1880 | 25.840   |
| 1885 | 27.091   |
| 1890 | 29.328   |
| 1900 | 33.122   |
| 1905 | 36.666   |
| 1910 | 38.593   |
| 1925 | 40.602   |
| 1933 | 43.934   |

| Any  | Població |
| ---- | -------- |
| 1939 | 45.934   |
| 1946 | 25.297   |
| 1950 | 25.929   |
| 1964 | 25.492   |
| 1971 | 29.607   |
| 1981 | 36.708   |
| 1990 | 30.791   |
| 2000 | 25.245   |
| 2005 | 21.089   |
| 2006 | 20.568   |
| 2007 | 20.091   |
| 2008 | 19.701   |

## Ajuntament
| Partit                                           | %     | Regidors |  | Fracció     | Regidors |
| ------------------------------------------------ | ----- | -------- |  | ----------- | -------- |
| Die Linke                                        | 29,02 | 8        |  | Die Linke   | 8        |
| CDU                                              | 21,34 | 6        |  | CDU         | 6        |
| SPD                                              | 13,09 | 4        |  | SPD         | 4        |
| Gruppe Unabhängiger Bürger Spree-Neiße (GUB-SPN) | 11,36 | 3        |  | GUB-SPN-BfG | 4        |
| Wir Gubener Bürger (WGB)                         | 8,70  | 3        |  | WGB         | 3        |
| FDP                                              | 6,70  | 2        |  | FDP         | 2        |
| Bündnis für Guben                                | 4,83  | 1        |  | GUB-SPN-BfG |          |
| NPD                                              | 4,26  | 1        |  | no inscrit  |          |

## Personatges il·lustres
- Wilhelm Pieck
- Corona Schröter cantant d'òpera